# Савільоові
Савільоові (ест. Savilöövi, виро Savilöövi) — село в Естонії, входить до складу волості Антсла, повіту Вирумаа.